# Myss Keta
Pour les articles homonymes, voir Keta.
Myss Keta, aussi orthographié M¥SS KETA, est une rappeuse italienne.

## Biographie
Le personnage de Myss Keta nait en aout 2013 sur une idée du collectif Motel Forlanini, souhaitant représenter l'esprit de la culture underground milanaise. Autour de ce projet, on retrouve le producteur Stefano Riva, le réalisateur Simone Rovellini et le graphiste Dario Pigato. Le premier single, Milano, sushi & coca sort en octobre de la même année, accompagné d'un clip vidéo sur YouTube. Il obtient une excellente réponse médiatique, ainsi qu'une série de critiques dues aux contenus provocateurs.
L'année suivante, Myss Keta publie la chanson Illusione distratta. C'est en 2015 cependant qu'elle s'affirme véritablement. Dans la vidéo Burqa di Gucci, elle porte pour la première fois un voile couvrant son visage depuis le nez, ainsi qu'une paire de lunettes de soleil. Ce look, qui garantit l'anonymat de la chanteuse, deviendra un trait distinctif du personnage.
Début 2016, elle publie une mixtape, L'angelo dall'occhiale da sera, construite principalement à partir d'échantillons musicaux des années 60 et 70. Le 23 juin 2017 sort l'EP Carpaccio ice-cold, édité par La Tempesta Dischi, accompagné du single Xananas, la première chanson de Keta à être produite par Populous.
Le 20 avril 2018, son premier album, Una vita in capslock, sort chez Universal Records. Le disque raconte une descente aux enfers, entre problèmes sociaux et démons intérieurs, pour atteindre enfin la catharsis avec les deux derniers morceaux. Le 29 mars 2019 sort le deuxième album, Paprika, dans un style le plus proche de la trap, qui voit une série de collaborations avec des artistes de la scène pop italienne, dont Gué Pequeno, Wayne Santana du Dark Polo Gang, Elodie, Gabry Ponte et Mahmood.
Lors du Festival de Sanremo 2020, elle dirige avec Nicola Savino L'Altro Festival, une nouvelle version du programme Dopo Festival diffusé uniquement sur RaiPlay,.
En 2021 elle remporte à la deuxième saison de la version italienne de Celebrity Hunted, en binôme avec Elodie.

## Influences
Elle cite Madonna, Raffaella Carrà, Lady Gaga ou encore Jo Squillo comme sources d'inspiration,.

## Discographie

### Albums
- Una Vita in Capslock (2018)
- Paprika (2019)
- Club Toppiera (2022)
- . (2025)

### EP
- Carpaccio Ghiaccato (2017)
- Il Cielo Non È un Limite (2020)

### Mixtape
- L'Angelo Dall'occhiale Da Sera: Col Cuore in Gola (2016)

## Livres
- Una donna che conta, Rizzoli, 2018